# ミヤマハナシノブ
ミヤマハナシノブ（深山花忍、学名：Polemonium caeruleum ssp. yezoense var. nipponicum）は、ハナシノブ科ハナシノブ属の多年草の高山植物。
基本種のヨーロッパに分布するヨーロッパハナシノブ（ P. caeruleum） には亜種や変種が多くあり、日本ではエゾハナシノブ、カラフトハナシノブなどの亜種が知られている。

## 分布
北アルプスの後立山連峰清水岳（しょうずだけ）および南アルプス（北岳、鳳凰山）のみに隔離分布する。亜高山帯の崖地や林床など、やや湿り気のある場所に生育する。北岳を代表する高山植物のひとつであり、大樺沢二俣周辺やから北岳の草地に分布する。基準標本は、清水岳のもの。学名の「caeruleum」は、「青色の」を意味する。

## 特徴
葉は羽状複葉で、披針形の葉が8対程度互生する。葉のつき方が一見してシダの仲間のシノブに似ていることからこの和名がある。根茎から花茎を伸ばし、分枝した先に、径3 cmほどの淡青-淡紫色の花をつける。高さは30-80 cm程度になる。開花時期は6月下旬-8月。

## 種の保全状況評価
絶滅危惧II類 (VU)（環境省レッドリスト）

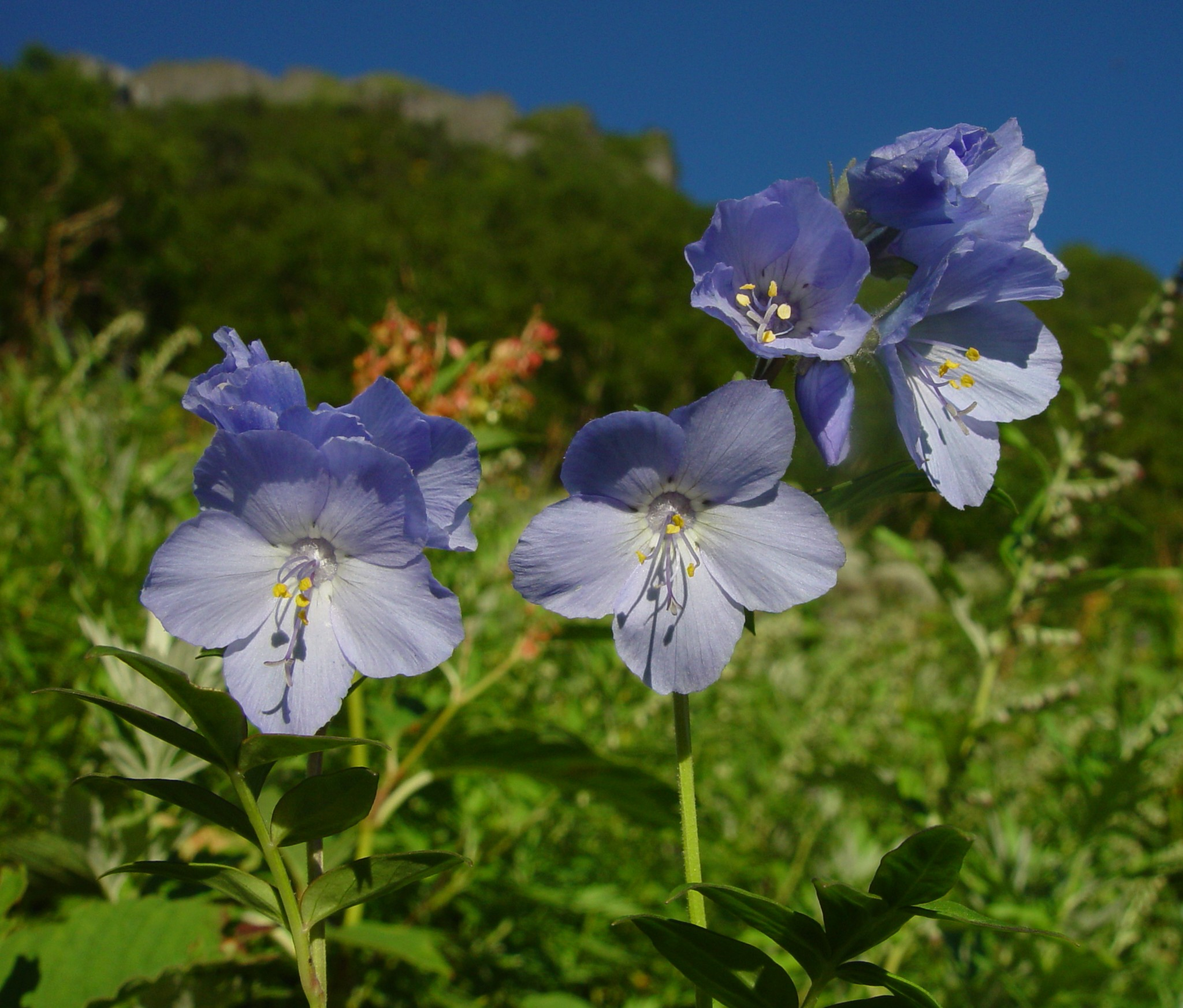
北岳の大樺沢に咲くミヤマハナシノブの花

環境省のレッドリストの危急種（絶滅危惧II類・VU）に指定されていて、園芸用の採集および登山客による踏みつけが減少の主要因であると推定されている。また環境省により、中部山岳国立公園と南アルプス国立公園で自然公園指定植物となっている。
日本の以下の都道府県でレッドリストの指定を受けている。1958年（昭和33年）6月6日に、山梨県立自然公園条例の規定による植物に指定された。
- 絶滅危惧（絶滅危惧I類・EN） - 静岡県
- 危急種 - 山梨県、富山県
- 準絶滅危惧（NT） - 北海道

## 近縁種

### 亜種・変種
- エゾノハナシノブ（Polemonium caeruleum ssp. yezoense） - 北海道と青森県の白神山地に分布する[5]。環境省による危急種。
  - ヒダカハナシノブ（Polemonium caeruleum ssp. yezoense f. hidakanum） - 北海道の日高地方南部に分布する[5]。
- カラフトハナシノブ（Polemonium caeruleum var. laxiflorum） - 日本の北海道とシベリア、サハリンに分布する[5]。環境省による絶滅危惧種。
  - レブンハナシノブ（Polemonium caeruleum var. laxiflorum f. insulare） - 礼文島に分布する。
- キョクチハナシノブ（Polemonium caeruleum ssp. campanulatum ） - ヨーロッパ北部、シベリア、サハリン、千島列島、北米に分布する[5]。
  - クシロハナシノブ（Polemonium caeruleum ssp. campanulatum var. paludosum） - 北海道の釧路湿原ろ霧多布湿原などに分布する[10]。環境省による危急種。

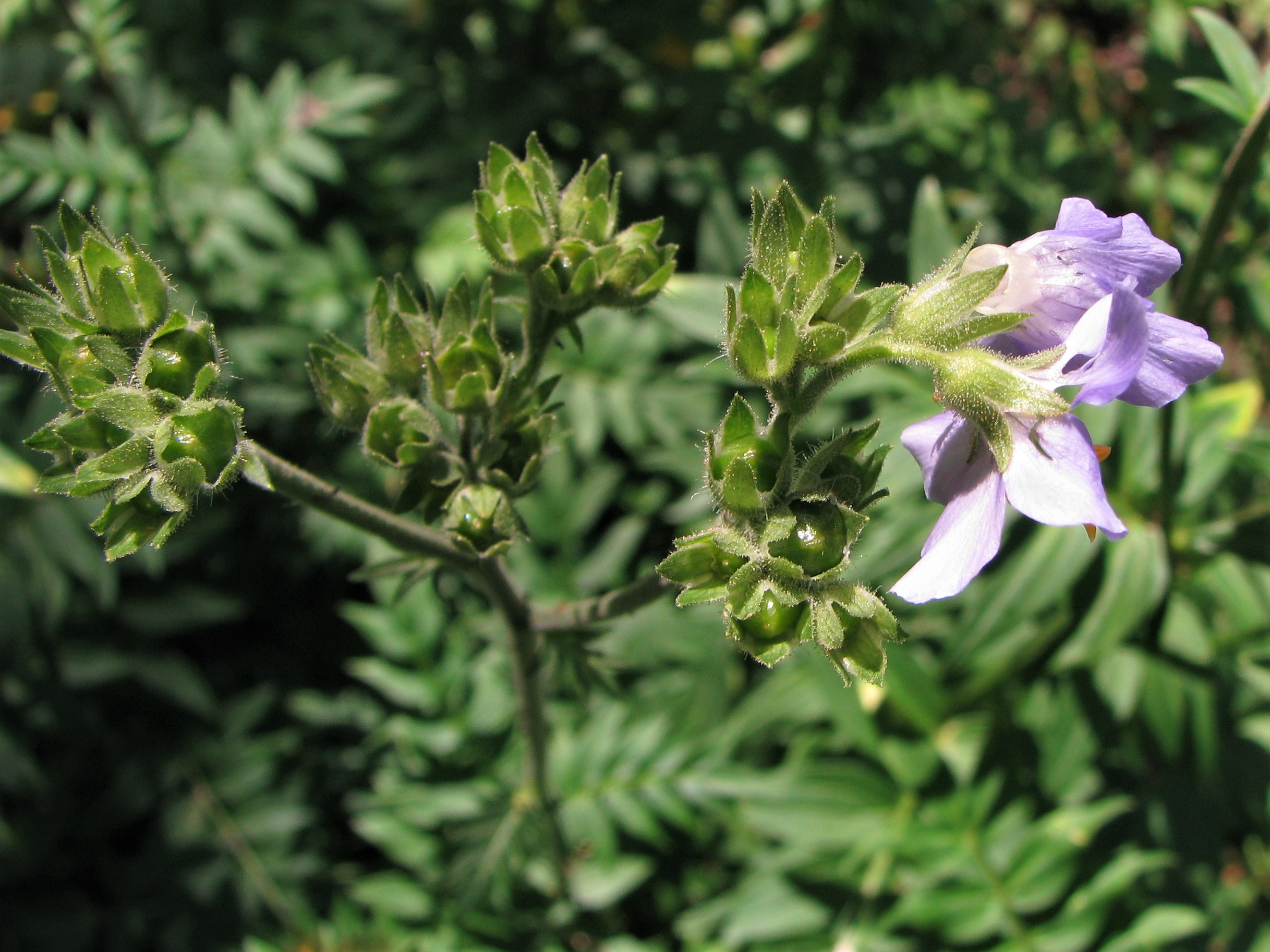
ハナシノブ（Polemonium kiushianu）

### 同属別種
- ハナシノブ（Polemonium kiushianum） - 九州・阿蘇地方の山地草原にのみ自生する多年草。茎は高さ70-100cm。美しい青紫色の花を6-8月につける。自生個体数は2000個体程度と推定され、環境省レッドリストにおいてはミヤマハナシノブより深刻な絶滅危惧ⅠA類。減少要因として、地域の営農形態の変化による草原の減少、愛好家らによる盗掘が挙げられる[11]。